# Denden FC
El Denden Football Club és un club de futbol eritreu de la ciutat d'Asmara.
Va ser fundat l'any 1945. Disputa els seus partits a l'estadi Denden.

## Palmarès
- Lliga eritrea de futbol: [4]
  - 2024
- Copa eritrea de futbol: [5]
  - 2009